# هنر معامله دونالد ترامپ: فیلم
هنر معامله دونالد ترامپ: فیلم (انگلیسی: Donald Trump's The Art of the Deal: The Movie) یک فیلم نقیضه آمریکایی از تولیدات فانی ار دای است که در سال ۲۰۱۶ منتشر شد. این فیلم طنزی از کارزار ریاست‌جمهوری دونالد ترامپ، ۲۰۱۶ است که نه ماه پیش از انتخاب او به عنوان رئیس‌جمهور منتشر شد.
این فیلم بر پایهٔ کتاب ترامپ: هنر معامله ساخته شده‌است و در آن بازیگرانی نظیر جانی دپ، میکلا واتکینس، جک مک‌بریر، پتن اسوالت، آلفرد مولینا، هنری وینکلر، اندی ریکتر و ران هاوارد ایفای نقش می‌کنند.